# Jim Bridwell
Jim Bridwell (29. července 1944 San Antonio – 16. února 2018 Palm Springs) byl americký horolezec. V roce 1975 byl spolu s Johnem Longem a Billym Westbayem prvním, který vylezl cestou The Nose na El Capitan v jednom dni. Provedl více než sto prvovýstupů v Yosemitském údolí. Roku 1979 vystoupil spolu se Stevem Brewerem přes jihovýchodní hřeben (tzv. kompresorovou cestou) na patagonskou horu Cerro Torre. Dále vystoupil na několik vrcholů na Aljašce.